# Copargo
Copargo (także Kopargo) – miasto w Beninie, w departamencie Donga. Położone jest około 400 km na północny zachód od stolicy kraju, Porto-Novo. W spisie ludności z 11 maja 2013 roku liczyło 28 605 mieszkańców.